# Kadašman-Turgu
Kadašman-Turgu (Ka-da-aš-ma-an Túr-gu) war ein König von Babylonien aus der kassitischen (Kaššu) Dynastie, der von 1281 bis 1264 v. Chr. regierte. Er war der Sohn von Nazi-Maruttaš. Nach der Königsliste A regierte er 18 Jahre. Das theophorische Element des Namens wurde als Durgu oder Turgu gelesen.

## Titel
- Königs-Inschrift: LU.GAL ki-šá-ra
- mittelassyrische Tafel aus Assur: LUGAL ŠÁr
- Luristan-Dolch mit Inschrift: Kadašman-Turgu šar-kissati

Eine Lapislazuli-Scheibe mit dem Namen von Kadašman-Turgu (Weiheinschrift) wurde in einem Hort in Nippur gefunden (Gebiet III).
Ziegelinschriften aus Nippur im Gebiet des Ziggurat tragen seinen Namen. Insgesamt sind ihm neun Weiheinschriften, zwei Texte, das Fragment eines Briefes an Hattušili III. und etwa 110 Wirtschaftstexte zuzuweisen.

## Geschichte
Kadašman-Turgu schloss einen Vertrag mit Hattušili III. ab, in dem die gegenseitige Thronfolge garantiert wird, und scheint eine hethitische Prinzessin geheiratet zu haben. Ein Brief an Hattušili III. ist schlecht erhalten, aber auch Briefe von  Hattusili III. an Kadašman-Enlil II. erwähnt Kadašman-Turgu mehrfach.
Vielleicht schloss er auch einen Vertrag mit Adad-nirari I. von Assyrien ab.

## Bauten
Kadašman-Turgu scheint größere Bauarbeiten am E.KUR des Enlil in Nippur durchgeführt zu haben.